# Zaira leechi
Zaira leechi là một loài ruồi trong họ Tachinidae.